# The Mother of the Ranch
The Mother of the Ranch è un cortometraggio muto del 1911 diretto da Allan Dwan e interpretato da J. Warren Kerrigan.

## Produzione
Venne prodotto dalla American Film Manufacturing Company (con il nome Flying A).

## Distribuzione
Distribuito dalla Motion Picture Distributors and Sales Company, il film - un cortometraggio in una bobina - uscì nelle sale il 14 settembre 1911.